# FC Gloria Buzău (2016)
Asociația Sportivă Fotbal Club Buzău, dar care evoluează sub marca verbală de Gloria Buzău, este un club de fotbal profesionist din Buzău, România, ce participă în prezent în Liga a II-a. 
Clubul a fost fondat pe 25 august 2016, sub numele de FC Buzău, dar și-a schimbat numele în SCM Gloria Buzău în vara anului 2018 odată cu includerea ca secție de fotbal a nou-înființatului club sportiv al orașului, SCM Gloria Buzău. „Echipa din Crâng” a realizat trei promovări consecutive din Liga a V-a până în Liga a II-a, în Liga a III-a fiind neînvinsă aproape tot sezonul. În vara anului 2021, pentru a obține o licență de Liga I, echipa de fotbal s-a separat de club și a revenit la denumirea de FC Buzău. În decembrie 2021, Primăria Buzău a obținut în istanță dreptul de a folosi numele de Gloria Buzău, iar începând cu sezonul 2022-2023, echipa evoluează sub titulatura de FC Gloria Buzău.
Înființat ca o șansă de continuitate pentru fotbalul din Buzău, clubul nu deține palmaresul vechii echipe (FC Gloria Buzău), ci se bucură de sprijinul suporterilor locali (inclusiv al grupului de ultrași Peluza Crâng), care consideră echipa ca fiind principalul club al orașului și succesorul în rolul de echipă-fanion a orașului, cu baza în complexul sportiv din Parcul Crâng.
FC Buzău a reușit să promoveze în primul eșalon in sezonul 2023-2024, aceasta fiind prima apariție a clubului în Liga 1 de la înființare.

## Istoric
Echipa a fost fondată în 2016 sub numele de FC Buzău de omul de afaceri local Ionel Turturică. Înscrisă în 2016 în Liga a V-a, echipa a promovat din primul an în Liga a IV-a și a câștigat faza județeană a Cupei României. În același sezon, echipa a avut prima confruntare oficială cu o echipă din alt județ, fiind învinsă în prima rundă a Cupei României de echipa Zimbrul Slobozia Conachi, și a fost invitată la un amical cu echipa de primă ligă Astra Giurgiu, pierdut cu 5–0.
În sezonul următor a câștigat Liga a IV-a Buzău, calificându-se în barajul pentru promovare, în care a învins cu scorul general de 8–1 pe campioana județului Tulcea, Pescărușul Sarichioi Junior. În primul an, l-a avut ca antrenor pe Gabriel Ibriș, care a adus 11 juniori de la Liceul cu Program Sportiv din oraș, și a convins câțiva seniori de la echipa locală desființată FC Gloria să se alăture noului club. Ibriș a părăsit echipa după 17 meciuri câștigate, din cauza unui conflict cu patronul. În funcția de antrenor principal a fost adus Vasile Tudose, care a reușit promovarea, iar la începutul sezonului următor, în 2017, echipa a fost preluată de Primăria Municipiului Buzău, care, deși a refuzat să încerce să continue palmaresul fostei FC Gloria, și-a asumat totuși denumirea acesteia, a fondat un nou club sportiv cu mai multe secții, iar FC Buzău a devenit secție de fotbal a noului club.
După ce Ionel Turturică, numit președinte al secției de fotbal după preluarea echipei de către primărie, a demisionat, președinte a devenit fostul fotbalist buzoian George Timiș, iar antrenorul principal al echipei a rămas Vasile Tudose. Echipa a terminat seria celor trei promovări consecutive câștigând detașat seria 1 a Ligii a III-a 2018-2019, ajungând în Liga a II-a, nivelul maxim la care poate participa. Pentru prezența în eșalonul secund, clubul l-a adus ca antrenor pe Ilie Stan. Cum echipa era finanțată exclusiv de autoritățile publice locale, el nu avea drept de promovare în prima ligă; ca urmare, la sfârșitul sezonului 2020–2021, ea a fost trecută în administrarea unei noi entități, din care primăria deține 40%, Consiliul Județean 40%, și investitorul privat Constantin Cristea, 20%; și a revenit la denumirea inițială de FC Buzău. Ilie Stan a plecat la FC Brașov Steagul Renaște, iar locul lui la conducerea tehnică a fost luat de Cristian Pustai. În primul sezon (2021–2022), echipa a ratat accesul în play-offul pentru promovarea în prima ligă, și a terminat pe locul 1 grupa sa de play-out. Tot în acel sezon a reușit însă accederea în sferturile de finală ale Cupei României.
Nemulțumirea finanțatorilor față de lipsa de reacție a lui Pustai la meciurile care au dus la pierderea accesului în play-off au făcut ca ei să condiționeze continuarea finanțării de plecarea antrenorului. Ca urmare, Pustai a fost demis din funcția de antrenor și înlocuit cu Adrian Mihalcea, fostul antrenor al Unirii Slobozia, echipă care îi suflase locul de playoff Gloriei în sezonul anterior.

## Jucători
La 9 iulie 2025.
| Nr. |                   | Poziție | Jucător                          |
| --- | ----------------- | ------- | -------------------------------- |
|     | Croația           | F       | Dragan Lovrić⁠(d)                 |
|     | România           | F       | Sergiu Pîrvulescu⁠(d)             |
|     | România           | M       | Alexandru Jipa⁠(d)                |
|     | România           | M       | Vlad Prejmerean⁠(d)               |
|     | România           | P       | David Lazar                      |
|     | România           | P       | Alexandru Greab⁠(d)               |
|     | Republica Moldova | P       | Dorian Railean⁠(d)                |
|     | Portugalia        | M       | Vítor Emanuel Araújo Ferreira⁠(d) |
|     | Țările de Jos     | F       | Bradley de Nooijer               |
|     | Belgia            | F       | Alessandro Ciranni⁠(d)            |
|     | Țările de Jos     | A       | Kevin Luckassen⁠(d)               |
|     | Peru              | M       | Cristian Benavente⁠(d)            |
|     | Mali              | F       | Cheick Traoré⁠(d)                 |

| Nr. |             | Poziție | Jucător                   |
| --- | ----------- | ------- | ------------------------- |
|     | România     | M       | Ion Gheorghe              |
|     | România     | M       | Constantin Dragoș Albu⁠(d) |
|     | România     | M       | Alexandru Dandea          |
|     | România     | F       | Denis Dumitrașcu⁠(d)       |
|     | România     | M       | Constantin Budescu        |
|     | Bulgaria    | F       | Diego Ferraresso⁠(d)       |
|     | Rusia       | M       | Rasambek Ahmatov⁠(d)       |
|     | România     | A       | Cristian Dumitru          |
|     | România     | M       | Alexandru Ișfan⁠(d)        |
|     | Capul Verde | M       | David Tavares⁠(d)          |
|     | România     | F       | Grigore Turda⁠(d)          |
|     | România     | P       | Dragoș Horeboiu⁠(d)        |
|     | România     | M       | Dragoș Tescan⁠(d)          |

## Palmares

### Ligi
- Liga a III-a
  - Câștigatoare (1): 2018–19
- Liga a IV-a – Județul Buzău 
  - Câștigatoare (1): 2017–18
- Liga a V-a – Județul Buzău
  - Câștigatoare (1): 2016–17

### Cupe
- Cupa României
  - Sferturi de finală: 2021–22

## Parcursul competițional
| Sezon   | Nivel | Divizie            | Loc   | Cupa României |
| ------- | ----- | ------------------ | ----- | ------------- |
| 2024–25 | 1     | SuperLiga României | TBD   | Play-off      |
| 2023-24 | 2     | Liga a II-a        | 4 (P) | Faza grupelor |
| 2022–23 | 2     | Liga a II-a        | 5     | Faza grupelor |
| 2021–22 | 2     | Liga a II-a        | 8     | Sferturi      |
| 2020–21 | 2     | Liga a II-a        | 12    | Șaisprezecimi |

| Sezon   | Nivel | Divizie      | Loc      | Cupa României |
| ------- | ----- | ------------ | -------- | ------------- |
| 2019–20 | 2     | Liga a II-a  | 8        | Turul trei    |
| 2018–19 | 3     | Liga a III-a | 1 (C, P) |               |
| 2017–18 | 4     | Liga a IV-a  | 1 (C, P) |               |
| 2016–17 | 5     | Liga a V-a   | 1 (C, P) |               |